# Vallesia aurantiaca
Vallesia aurantiaca är en oleanderväxtart som först beskrevs av Martin Martens och Galeotti, och fick sitt nu gällande namn av J.F. Morales. Vallesia aurantiaca ingår i släktet Vallesia och familjen oleanderväxter. Inga underarter finns listade i Catalogue of Life.